# Verwaltungsgemeinschaft Tanna
In der Verwaltungsgemeinschaft Tanna im heutigen thüringischen Saale-Orla-Kreis hatten sich die Stadt Tanna und sechs Gemeinden zur Erledigung ihrer Verwaltungsgeschäfte zusammengeschlossen. Sitz war die Stadt Tanna.

## Die Gemeinden
- Künsdorf
- Mielesdorf
- Rothenacker
- Seubtendorf
- Tanna, Stadt
- Unterkoskau
- Zollgrün

## Geschichte
Die Verwaltungsgemeinschaft wurde am 25. März 1992 gegründet. Am 1. Januar 1997 wurde sie aufgelöst und die Mitgliedsgemeinden gleichzeitig nach Tanna eingemeindet.

### Einwohnerentwicklung
Entwicklung der Einwohnerzahl (Stand: jeweils 31. Dezember, Datenquelle: Thüringer Landesamt für Statistik)
- 1994: 4113
- 1995: 4108
- 1996: 4124